# Figueira (Paraná)
Figueira is een gemeente in de Braziliaanse deelstaat Paraná. De gemeente telt 8.485 inwoners (schatting 2009).